# Jamartice
Jamartice (německy Irmsdorf, Jermersdorf) je vesnice, která je částí města Rýmařov.  Jamarticemi protéká Podolský potok a vodní tok Bystřina. Krásná je také příroda zdejších luk a lesů na kterých teče mnoho potůčků a je tu hojnost zvěře. V lese najdeme také několik lomů ve kterých se v minulém století těžila břidlice. Nyní je obec součástí Rýmařova, ale pořád si žije svým samostatným životem. V obci je i několik penzionů. V roce 2018 byla opravena silnice, jež Jamarticemi vede. Nad obcí se tyčí kopec s názvem Mlýnský Vrch (650 m n. m.) - jde z něj vidět na Rýmařov, Břidličnou, Horní Město a na Albrechtice u Rýmařova. Za železničním viaduktem se tyčí vrchol Větrník (648 m n. m.), který se nachází už na území sousedící obce Velká Štáhle.

## Název
Nejstarší doložená podoba jména (1398) sice zní Jermersdorf, ale výchozí podoba byla Harmarksdorf ("Harmarkova ves") odvozená od osobního jména Harmark (nebo Hermark). Domáckou podobou onoho jména bylo Hermer (Harmer) a z něj pochází i podoba vesnického jména Hermersdorf, jejíž úpravou (častá změna He- > Je-) je i nejstarší doložená podoba. Do češtiny bylo nejprve přejato jako Jarmartice (doloženo v 16. století a používáno i v 19. století). V němčině se od 17. století vyskytovala podoba Irmasdorf a posléze Irmsdorf.

## Historie
První zmínka o vsi pochází z roku 1398. V roce 1658 se připomíná zákupní rychta. První zmínky o Jamarticích pochází z počátku 14. století. V roce 1398 je poprvé uváděna v historických pramenech jako součást panství Rabštejn. Na úseku mezi Rýmařovem a Jamarticemi se těžilo zlato a stříbro. I přes několikanásobné pokusy o obnovu těžba upadla. V 17. století se na Rýmařovsku rozvíjí textilní výroba. Domácí přadláctví a tkalcovství bylo neodmyslitelným zdrojem obživy i pro Jamartice. Co se památek týče, je rozhodně nejviditelnější kostel Narození Panny Marie, který byl vybudován v roce 1783 a má rysy pozdního baroka. Z nejasných zprávy vyplývá, že v 15. století zde stával jakýsi dřevěný kostelík, který ale shořel. Další pozoruhodnou památkou je i dřevěná zvonice z roku 1926, která sloužila zdejším starokatolíkům. Zvonice prý vznikla ze vzdoru, protože starokatolíkům zdejší kněz nechtěl zvonit umíráčkem. Stála na soukromém pozemku jistého Martina Ruffa. Ve zvonici byla starokatolická kaple a ještě v 60. letech 20. století zde byl oltář. O památku se nyní starají místní nadšenci. Ve vsi stával i mlýn.

### Vývoj počtu obyvatel
Počet obyvatel Jamartic podle sčítání nebo jiných úředních záznamů:
| Rok            | 1869 | 1880 | 1890 | 1900 | 1910 | 1921 | 1930 | 1950 | 1961 | 1970 | 1980 | 1991 | 2001 | 2020 |
| -------------- | ---- | ---- | ---- | ---- | ---- | ---- | ---- | ---- | ---- | ---- | ---- | ---- | ---- | ---- |
| Počet obyvatel | 726  | 646  | 669  | 654  | 695  | 567  | 586  | 378  | 395  | 306  | 235  | 222  | 214  | 230  |

V současnosti v obci žije 179 obyvatel. V obci nalezneme hospodu, dětské hřiště a penzion a železniční viadukt z roku 1878, kdy vyjel i první vlak na trati Rýmařov – Valšov.
1. ↑  z toho místní část Nové Domky 56
2. ↑  z toho: 0 Čechoslováků, 582 Němců; 525 řím. kat., 7 evang., 52 starokatol., 2 bez vyzn.

V Jamarticích je evidováno 84 adres, vesměs čísla popisná (trvalé objekty). Při sčítání lidu roku 2001 zde bylo napočteno 71 domů, z toho 48 trvale obydlených.

## Kulturní památky
Ve vsi jsou registrovány tyto kulturní památky:
- Kostel Narození Panny Marie
- Starokatolická zvonice
- Železniční viadukt
- Jamartická Lípa

## Fotogalerie

Jamartice
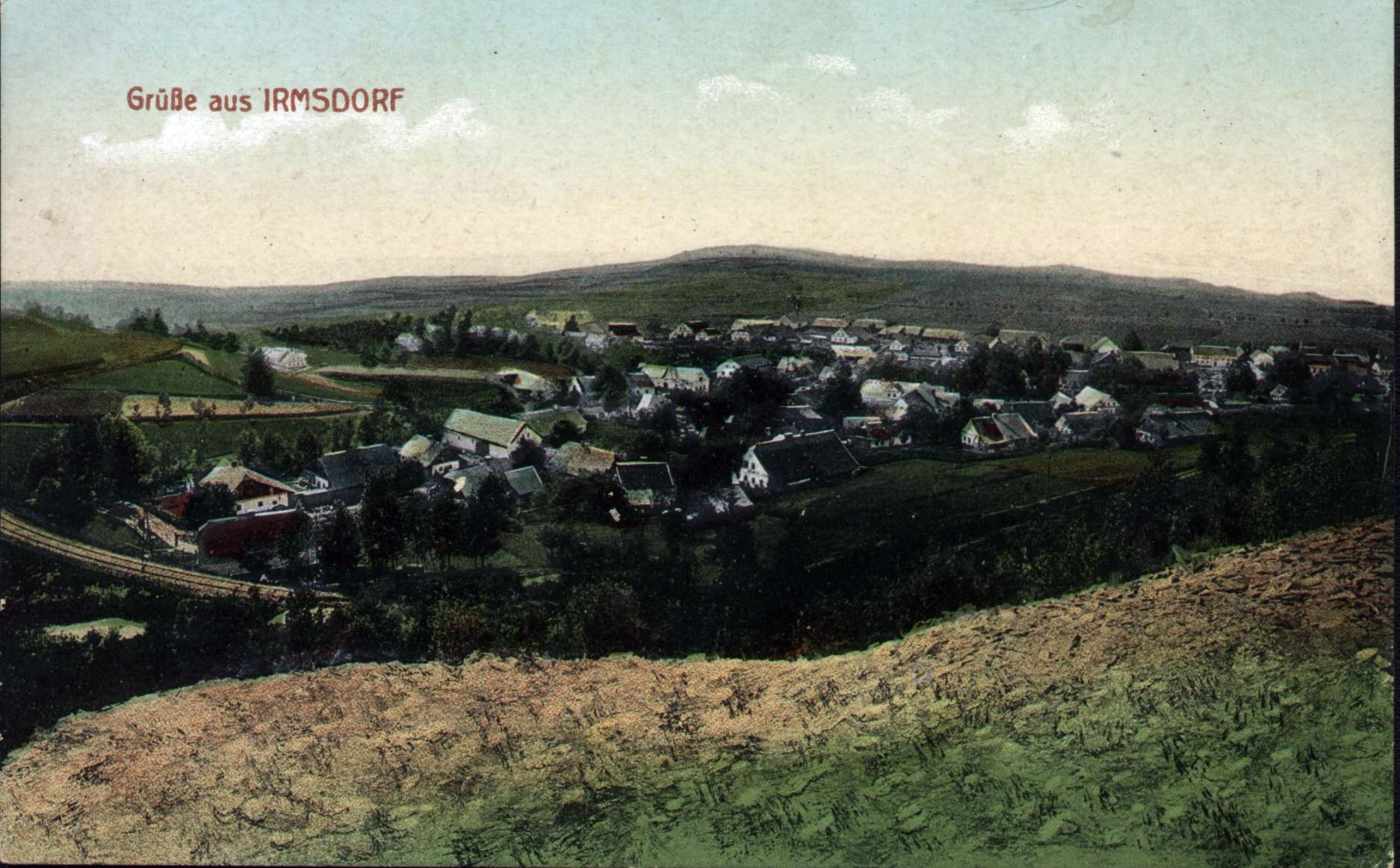
Na staré pohlednici
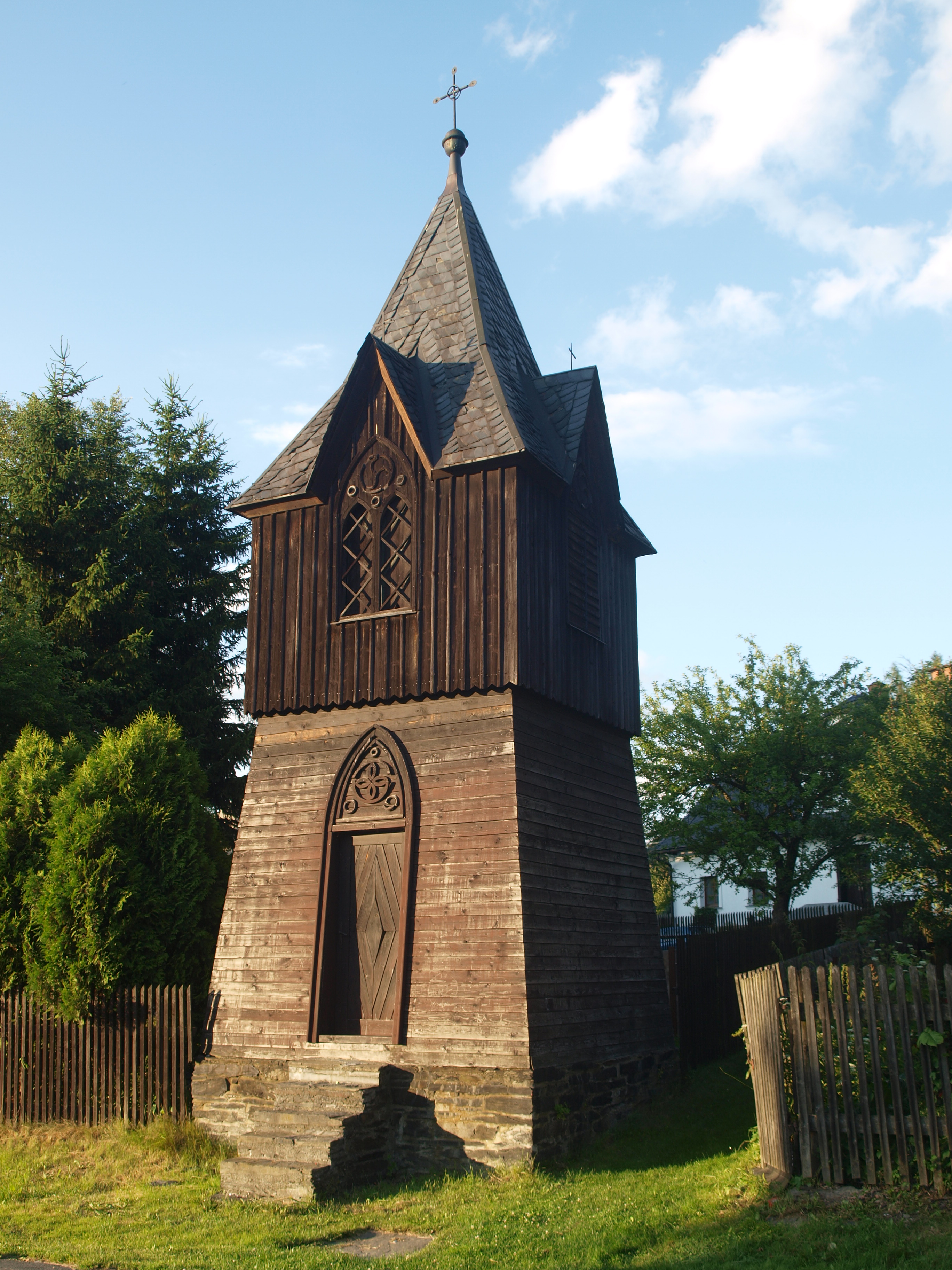
Starokatolická zvonice
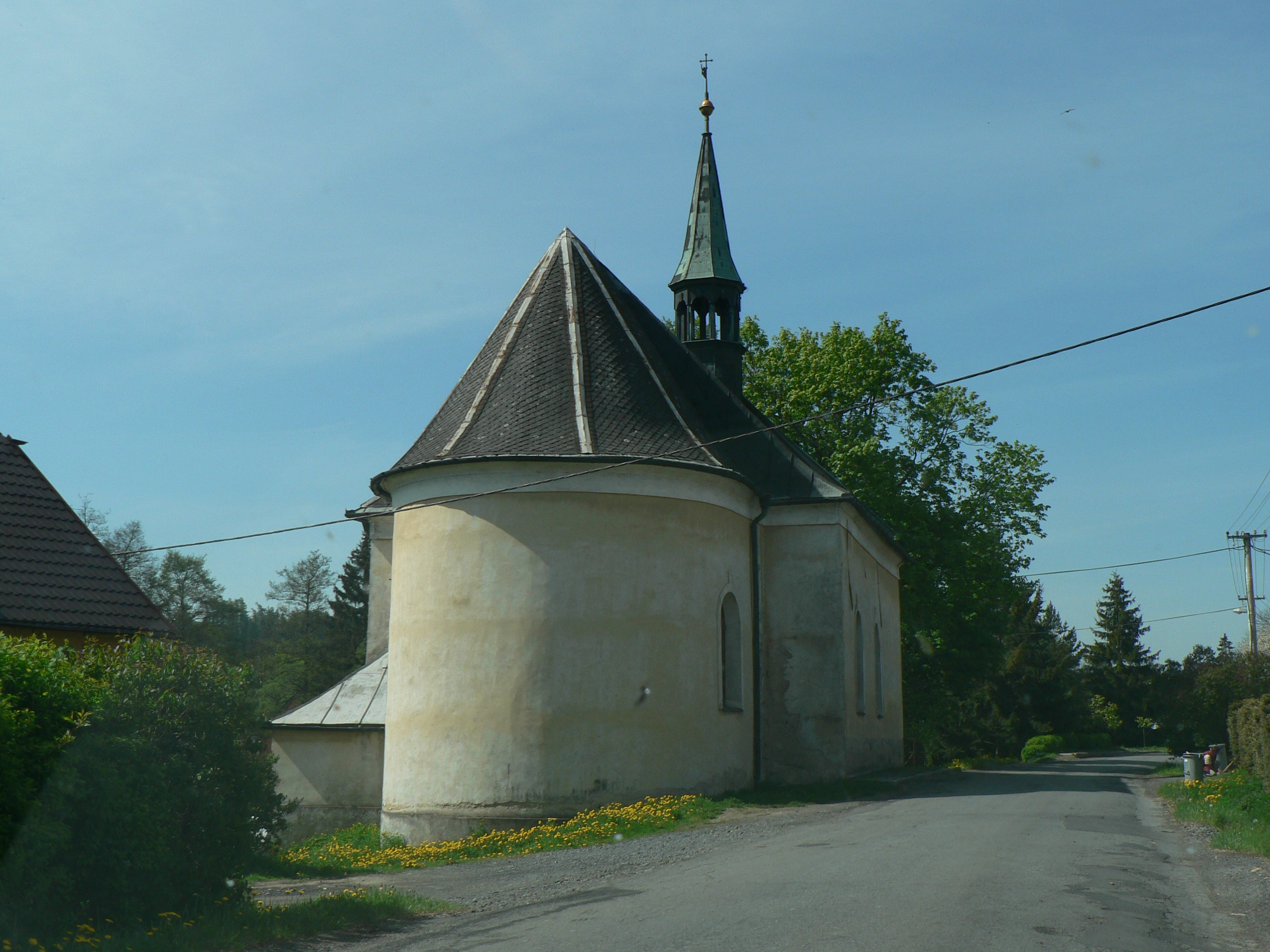
Kostel Narození Panny Marie